# Синицыно (Ленинградская область)
Синицыно (до 1948 — Сормула, фин. Sormula) — посёлок в Красносельском сельском поселении Выборгского района Ленинградской области.

## Название
Топоним Сормула в дословном переводе означает Пальцево. 
Зимой 1948 года деревне было присвоено переводное наименование Пальцево, которое вскоре было изменено на Синицино. Новое название было образовано от фамилии погибшего воина, о котором не известно практически ничего.
Переименование было закреплено указом Президиума ВС РСФСР от 13 января 1949 года.

## История
- Деревня Сормула на финской карте 1923 года

До 1939 года деревня Сормула входила в состав волости Муолаа Выборгской губернии Финляндской республики.
С 1 января 1940 года по 31 декабря 1944 года — в составе Пихлайненского сельсовета Раутовского района. 
С 1 июля 1941 года по 31 мая 1944 года — финская оккупация. 
С 1 января 1945 года — в составе Алакусского сельсовета Раутовского района.
С 1 октября 1948 года — в составе Климовского сельсовета Сосновского района.
С 1 января 1949 года учитывается административными данными как деревня Синицыно. С 1 ноября 1949 года — в составе Красносельского сельсовета.
С 1 декабря 1960 года — в составе Правдинского сельсовета Рощинского района.
С 1 февраля 1963 года — в составе Выборгского района.
В 1965 году население посёлка составляло 108 человек.
Согласно данным 1966 года посёлок Синицыно входил в состав Правдинского сельсовета.
Согласно данным 1973 и 1990 годов посёлок Синицыно входил в состав Красносельского сельсовета.
В 1997 году в посёлке Синицыно Красносельской волости проживали 5 человек, в 2002 году — 8 человек (русские — 87 %).
В 2007 году в посёлке Синицыно Красносельского СП проживали 6 человек, в 2010 году — 9 человек.

## География
Посёлок расположен в восточной части района близ автодороги А181 (часть E 18) «Скандинавия» (Санкт-Петербург — Выборг — граница с Финляндией).
Расстояние до административного центра поселения — 5 км. 
Расстояние до ближайшей железнодорожной станции Кирилловское — 22 км. 
Посёлок находится на западном берегу озера Вишнёвское.

## Демография
| 2007 | 2010 | 2017 | 2021 |
| ---- | ---- | ---- | ---- |
| 6    | ↗9   | ↘5   | ↗98  |

## Улицы
Дачная, Нагорная.

## Садоводства
Логоваз Санкт-Петербург